# لیدی‌تران

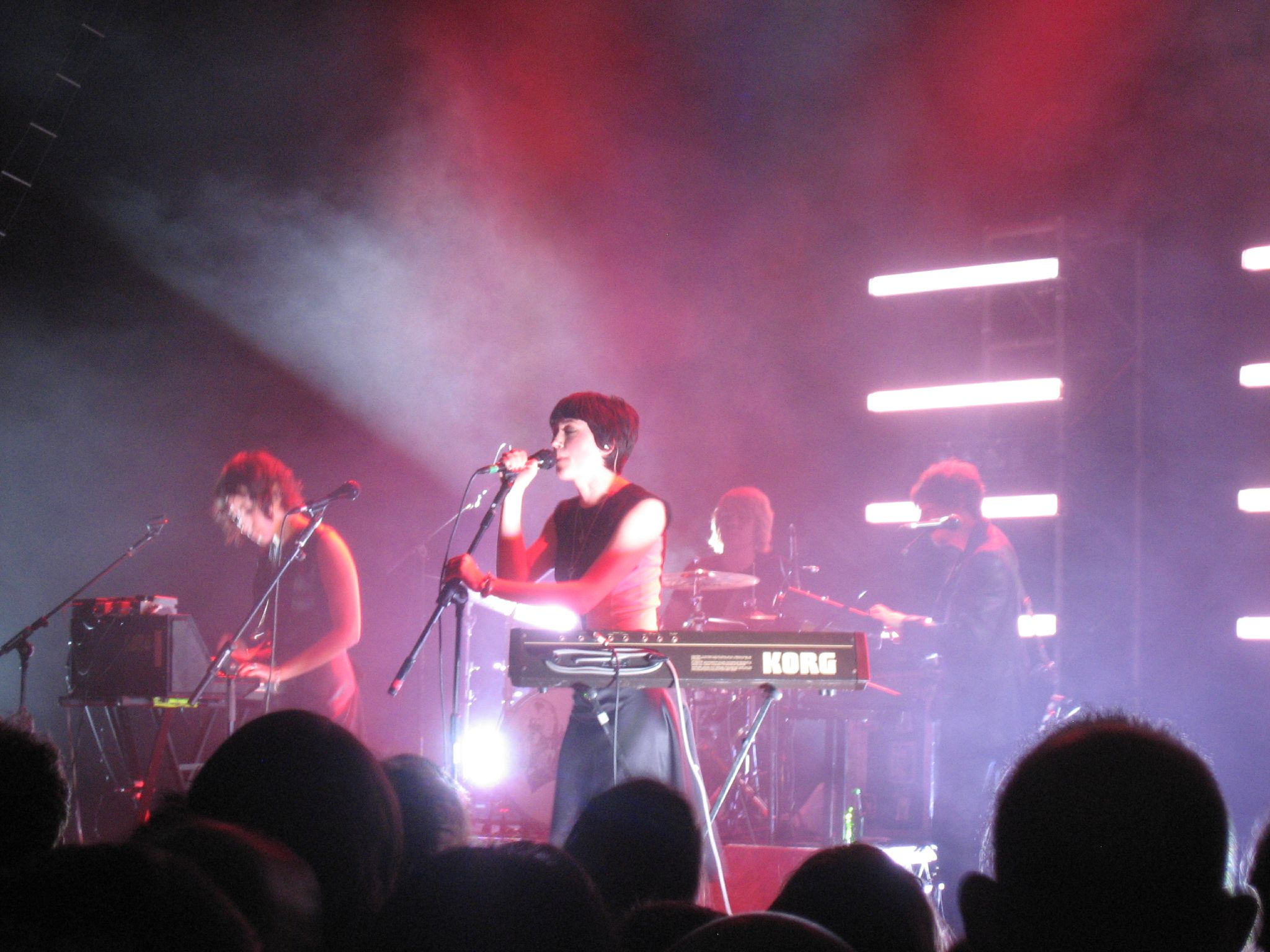
لیدی تران در کنسرت

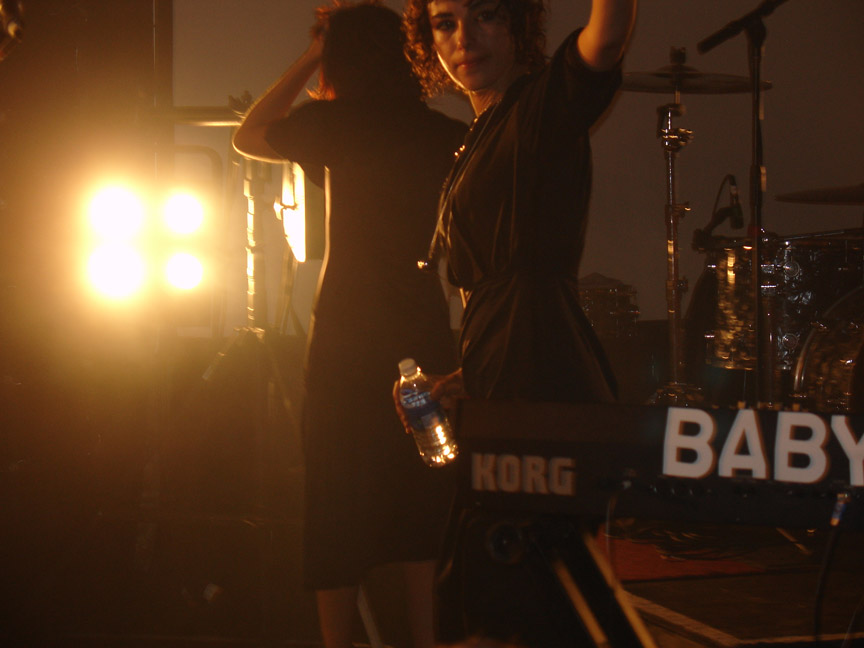
لیدی تران در دالاس در ۲۰۰۶

لیدی‌تران (به انگلیسی: Ladytron) گروه بریتانیایی موسیقی سبک الکترونیکی پساصنعتی است. مبدا این گروه در شهر لیورپول است. آن‌ها از سال ۱۹۹۹ تا کنون چهار آلبوم منتشر کرده‌اند.
لیدی‌تران تاکنون برای ناین اینچ نیلز (به‌دعوت ترنت رزنر) و دپش مد کنسرت‌های‌شان را افتتاح کرده‌اند.
یکی از ۲ خوانندهٔ گروه، Mira Aroyo نام دارد که دارای دکترای ژنتیک مولکولی از دانشگاه آکسفورد است. او زادهٔ بلغارستان و بزرگ شدهٔ اسرائیل است.
از آهنگ «Burning up» در قسمت هجدهم سریال فرینج و از آهنگ «Runaway» نیز در فیفا ۰۹ استفاده شده‌است. همچنین از قطعه‌های «Sugar» و «Fighting in built up areas» در بازی جنون سرعت: کربن استفاده شده است.

## آلبوم‌ها
- ۶۰۴ - ۲۰۰۱
- نور و جادو - ۲۰۰۲
- ساعت جادو - ۲۰۰۵
- ولوسیفرو - ۲۰۰۸